# Die Amme
Die Amme ist eine interaktive Kunstinstallation des Berliner Künstlers Peter Dittmer, deren erste Fassung 1992 entstanden ist. Kernstück der Installation sind eine auf einem normalen Computer laufende Software, deren Funktionalität der eines Chatbots entspricht, sowie eine Vorrichtung zum Verschütten eines Milchglases. Über Tastatur und Monitor kann das Publikum mit der Amme kommunizieren und versuchen, diese zum Verschütten des Milchglases zu bewegen, was diese aber nur äußerst widerstrebend tut. Im Wechselspiel zwischen Publikum und Amme ergeben sich so vielfältige Gesprächsverläufe.

## Werk und Geschichte
Die ursprüngliche Grundidee war die Schaffung einer Installation, welche bestimmte, diskrete Kunstaktionen (zum Beispiel das Umwerfen eines Milchglases) zwar in „versprechender Bereitschaft“ anbieten, diese dann aber schlussendlich nur widerstrebend auch ausführen sollte, also nicht einfach auf Knopfdruck. Dieses Grundkonzept mündete schließlich in der Amme: In Verfremdung der eigentlichen Bedeutung ihres Namens lockt sie mit der Möglichkeit, ein Glas Milch umzustoßen und zu verschütten; steuern lässt sich dieser Vorgang gemäß der Grundidee aber nur äußerst indirekt und „unter Ausschluss geradliniger Befehls-Vollzugs-Verknüpfungen“ über den schriftlichen Dialog zwischen Amme und Publikum.
Die erste Fassung der Amme wurde 1992 in Berlin ausgestellt. In den nachfolgenden Jahren entstanden vier weitere Fassungen der Amme, die in der Reihenfolge ihrer Entstehung (nach Die Amme als der ersten Amme) als Die Amme_2, Die Amme_3, Die Amme_4 und Die Amme_5 bezeichnet werden. Sie wurden bis 2007 an verschiedenen Orten hauptsächlich im deutschsprachigen Raum ausgestellt.
Die Amme wurde dabei im Laufe der Jahre stetig weiterentwickelt. Bei der ersten Amme kamen noch als „Schaltertiere“ bezeichnete Kaninchen zum Einsatz, welche als Zufallsgeneratoren dienten, auf welche bei späteren Ammen aber wieder verzichtet wurde. Seit 1997 läuft beginnend mit der Amme_3 eine zweite Ammeninstanz parallel mit, welches als sogenanntes „Echo“ die Wortwechsel zwischen Publikum und Amme zusätzlich kommentiert; auch kann die Amme zwischenzeitlich auch Bilder zeigen und Geräusche abspielen. Zum Milchglas hat sich auch ein Wasserglas für den „Angstausfluss“ dazugesellt, welches sich in Reaktion auf den Gesprächsverlauf füllt und wieder leert.
Mit der Amme_5 schließlich können bis zu sechs Besucher gleichzeitig mit der Amme kommunizieren. An jedem Arbeitsplatz ist hinter einer Glasscheibe ein Milchglas aufgestellt, ein als „Besorger“ bezeichneter Roboterarm fährt zwischen den Arbeitsplätzen nach Bedarf hin und her und schmeißt entweder (selten) das Milchglas um, oder verpasst der Glasscheibe eine „Dusche“. Erstmals besteht für das Publikum zudem die Möglichkeit, den eigenen Gesprächsverlauf auszudrucken und mit nach Hause zu nehmen.
In allen Fassungen der Installation kann das Publikum per Tastatur und Bildschirm mit der Amme kommunizieren. Ein aus mehreren Modulen bestehendes Computerprogramm versucht, die Gesprächsinhalte zu erfassen und eine dazu passende Antwort zu generieren. Neben völlig frei generierten Texten greift die Amme dazu auch auf eine Vielzahl (zuletzt mehr als 400.000) von für verschiedene Gesprächssituationen vorbereiteten Antwortmodulen zurück, welche von Peter Dittmer unter Auswertung der aufgezeichneten Gesprächsverläufe fortlaufend erweitert wurden.
Die Antworten der Amme zeichnen sich durch einen ganz eigenen, für sie charakteristischen Duktus mit einer etwas eigenwilligen Orthografie („Da ich kann nur eine Warnung
aussprechen vor dem Schoppen Hauer
zitieren.“) und Grammatik („Sowieso der Apparat erwürgt dem Zeit.“) aus. Sie gibt sich gerne hochnäsig und streitsüchtig, und spornt so das Publikum neben der dauerpräsenten Verlockung des Milchglases weiter zur Gegenrede an.

## Hörspiel
- Sowieso der Apparat erwürgt dem Zeit – Katastrophale Gespräche mit der Amme von Guido Graf und Peter Dittmer, Regie: Thomas Wolfertz, Komposition: Mouse on Mars (WDR 2005)